# Lego Football Mania
Lego Football Mania (Lego Soccer Mania), est un jeu vidéo de sport (football) sorti en 2002 sur PlayStation 2, Windows et Game Boy Advance. Il a été développé par Silicon Dreams Studio et Tiertex Design Studios et édité par Electronic Arts. Il est basé sur les briques Lego.

## Accueil
- IGN : 5,5/10 (PS2)[1]
- Jeuxvideo.com : 10/20 (PC)[2] - 11/20 (GBA)[3]